# 謝階樹
謝階樹（1778年—1825年），字欣植，一字子玉，號向亭，江西省宜黃縣城北人。清朝官員。

## 生平
謝階樹博學強識，淡泊名利，嘉慶三年（1798年）考中戊午科鄉試，被在貴州黎平任職的同鄉程卓樑聘請教授其子侄。嘉慶十三年（1808年），中式戊辰科第一甲第二名進士（榜眼），授翰林院編修。歷任文穎館纂修、治河方畧館總纂及庚午科順天鄉試，甲戌科會試同考官。嘉慶二十一年（1816年）出督湖南學政，任內整頓當地武童生冒名替考之事。歷遷詹事府右贊善、司經局洗馬、翰林院侍講，陞侍讀，加日講起居注官，轉左、右庶子，陞翰林院侍讀學士兼國史館纂修，教習庚辰、壬午、癸未三科庶吉士。道光四年（1824年）降補翰林院侍講。卒年四十八。

## 著作
謝階樹工詩文、書法。著有《守約堂詩文集》數十卷、《約書》六十篇、《沅槎唱和集》、《澧州唱和集》以及《合璧連珠》十餘卷、《記事珠數》十卷。

## 後代
謝階樹之子謝熉，署涿州通判；子謝煌，考中道光二十七年（1847年）丁未科進士，任兵部主事，官至湖南糧儲道。

## 外部連結
- 謝階樹[] 中研院史語所